# Рођаци (ТВ серија)
Рођаци је југословенска ТВ серија снимљена 1970. године у продукцији ТВ Београд.

## Епизоде
| Сезона | Епизода | Назив                 | Датум              |
| ------ | ------- | --------------------- | ------------------ |
| 1      | 1       | Рођаци на све стране  | 17. јануара 1970.  |
| 1      | 2       | Син Алекса            | 24. јануара 1970.  |
| 1      | 3       | Хоћу да се женим      | 31. јануара 1970.  |
| 1      | 4       | Стриц Симеун          | 7. фебруара 1970.  |
| 1      | 5       | Високи гост           | 14. фебруара 1970. |
| 1      | 6       | Угледни рођак у граду | 21. фебруара 1970. |

## Улоге
| Глумац                     | Улога                              |
| -------------------------- | ---------------------------------- |
| Драгутин Добричанин        | Бонацо (6 еп. 1970)                |
| Слободан Алигрудић         | Трећи рођак (3 еп. 1970)           |
| Зоран Радмиловић           | Алекса (2 еп. 1970)                |
| Мија Алексић               | Гост (2 еп. 1970)                  |
| Владимир Поповић           | Први рођак (2 еп. 1970)            |
| Милутин Бутковић           | Други рођак (2 еп. 1970)           |
| Бранислав Цига Миленковић  | Аћим (2 еп. 1970)                  |
| Љиљана Јовановић           | Ковиљка „Кока” (2 еп. 1970)        |
| Драгољуб Милосављевић Гула | Трифун (2 еп. 1970)                |
| Радмила Гутеша             | Анђа, супруга Симина (1 еп. 1970)  |
| Ђорђе Јелисић              | Јован (1 еп. 1970)                 |
| Божидар Стошић             | Мурат (1 еп. 1970)                 |
| Предраг Лаковић            | Професор (1 еп. 1970)              |
| Олга Станисављевић         | Мелита, жена Јованова (1 еп. 1970) |
| Аленка Пирјавец            | Гошћа (1 еп. 1970)                 |
| Капиталина Ерић            | Рођака (1 еп. 1970)                |
| Светлана Бојковић          | Ана (1 еп. 1970)                   |
| Мира Бањац                 | Анка (1 еп. 1970)                  |
| Мирко Буловић              | Милиционер (1 еп. 1970)            |

 Остале улоге  ▼
| Глумац                  | Улога                  |
| ----------------------- | ---------------------- |
| Душан Крцун Ђорђевић    | (1 еп. 1970)           |
| Олга Ивановић           | Тонка (1 еп. 1970)     |
| Мило Мирановић          | Црногорац (1 еп. 1970) |
| Бранка Митић            | (1 еп. 1970)           |
| Драгица Новаковић       | Рођака (1 еп. 1970)    |
| Михајло Бата Паскаљевић | (1 еп. 1970)           |
| Власта Велисављевић     | (1 еп. 1970)           |

Комплетна ТВ екипа  ▼
| Редитељ                   | Здравко Шотра           | (6 еп. 1970)                    |
| Сценариста                | Мирко Ковач             | (6 еп. 1970)                    |
| Продуцент                 | Миодраг Маринковић      | продуцент (4 еп. 1970)          |
| Композитор                | Јасна Шотра             | (непознат број епизода)         |
| Директор фотографије      | Александар Радосављевић | (6 еп. 1970)                    |
| Mонтажер                  | Рихард Клајн            | (2 еп. 1970)                    |
| Сценограф                 | Дора Душановић          | (6 еп. 1970)                    |
| Костимограф               | Зорица Ружић            | (6 еп. 1970)                    |
| Менаџер продукције        | Слободан Ђорђевић       | вођа снимања (4 еп. 1970)       |
| Помоћник режије           | Божидар Матковић        | помоћник редитеља (6 еп. 1970)  |
| Одсек за звук             | Влада Дујић             | микроман (2 еп. 1970)           |
| Одсек за звук             | Михаило Џабић           | микроман (2 еп. 1970)           |
| Одсек за звук             | Милош Ључовић           | тон мајстор (2 еп. 1970)        |
| Одсек за звук             | Душан Станчевић         | тон мајстор (2 еп. 1970)        |
| Одсек за камеру и расвету | Слободан Обрадовић      | пратилац камере (6 еп. 1970)    |
| Одсек за камеру и расвету | Александар Рибић        | пратилац камере (6 еп. 1970)    |
| Одсек за камеру и расвету | Момчило Лазаревић       | сниматељ (3 еп. 1970)           |
| Одсек за камеру и расвету | Здравко Игњатовић       | вођа расвете (2 еп. 1970)       |
| Одсек за камеру и расвету | Ирена Милошевић         | сниматељ (1 еп. 1970)           |
| Одсек за камеру и расвету | Јован Нечић             | вођа расвете (1 еп. 1970)       |
| Одсек за монтажу          | Бранка Гркинић          | видео миксер (6 еп. 1970)       |
| Музички одсек             | Јасна Шотра             | музички сарадник (2 еп. 1970)   |
| Музички одсек             | Илди Ивањи              | мусиц цоллаборатор (1 еп. 1970) |
| Остала екипа              | Слободан Новаковић      | драматург (4 еп. 1970)          |
| Остала екипа              | Милана Стојановић       | секретар режије (4 еп. 1970)    |